# ルーメン酸
ルーメン酸（Rumenic acid）またはボビン酸（bovinic acid）は、乳製品や反芻動物の脂肪で見られる共役リノール酸(CLA)の一つ。ω-7トランス脂肪酸である。数値表現では、cis-9, trans-11 18:2となる。この物質名はKramerらによって1998年に提案されたものである。ルーメン酸は反芻動物の第一胃で、摂取された多価不飽和脂肪酸の生物的水素化によってバクセン酸とともに生成する。それは重要な食料摂取の方法であると考えられ、乳製品中の全CLA量の85 - 90%を占める。